# 与那原良応
与那原親方良応（よなばるうぇーかたりょうおう、1761年10月25日 - 1820年11月5日）は、琉球王国の官僚。唐名は馬異才（ば　いさい）を名乗った。
1805年から1820年にかけては、三司官を務めた。1816年には、朱熹が記した儒教の幼児教育教本である『童蒙須知』を日本語に訳し、学校で教えた。